# ۱۳۱۷ (خورشیدی)
۱۳۱۷ هزار و سیصد و هفدهمین سال هجری خورشیدی سالی کبیسه است.

## رویدادها
- ۲۷ اردیبهشت ـ افتتاح تونل کندوان[۱]
- ۴ شهریور ـ افتتاح راه‌آهن سراسری ایران
- افتتاح ـ دبیرستان خیام نیشابور
- افتتاح ـ قنادی بهار

## زادروزها
- ۲۳ فروردین - ایرج کابلی، نویسنده، وزن‌های عروضی، مترجم
- ۱۴ اردیبهشت - پرویز مقصدی،  آهنگساز موسیقی پاپ
- ۲۵ اردیبهشت - رضا زمانی، رئیس انجمن روان‌شناسی ایران
- ۱ تیر - امیراشرف آریانپور، موسیقی‌دان، پژوهشگر و نویسنده
- ۹ تیر - اسماعیل خوئی، شاعر
- ۳۰ تیر - پرویز شفیع زاده، بازیگر
- ۱ مرداد - پرویز مسجدی، داستان نویس
- ۱۱ مرداد - داریوش آشوری، مترجم
- ۱۰ شهریور - ملکه رنجبر، بازیگر
- ۱۸ شهریور - اردشیر محصص، طراح، کاریکاتوریست و نقاش ایرانی (درگذشت ۱۳۸۷)
- ۱۸ شهریور - مظهر خالقی، خواننده مشهور کرد ایرانی
- ۱۶ مهر - لیلی امیرارجمند، سیاست‌مدار

پ
- ۲۲ مهر - فرح دیبا، شهبانو سابق ایران
- ۱۱ آبان - محمد ابهری، بازیگر
- ۲۹ آبان - اردشیر کاظمی، بازیگر
- ۲۶ آذر - سید موسی نامجو، وزیر دفاع ایران در کابینه محمد جواد باهنر (درگذشت ۱۳۶۰)
- ۵ دی - بهرام بیضایی، کارگردان و نمایشنامه‌نویس
- ۱۷ دی - سرتیپ جواد فکوری، فرمانده نیروی هوایی ارتش و وزیر دفاع ایران در کابینه محمد علی رجایی (درگذشت ۱۳۶۰)
- ۱۵ بهمن - فرهاد ارژنگی، آهنگساز، نوازنده تار و نقاش (درگذشت ۱۳۴۰)
- ۱۹ بهمن - محمدعلی دیباج، صداپیشه، گویندۀ دوبلاژ

تاریخ نامشخص
- رضا زواره ای، حقوقدان و سیاستمدار (درگذشت ۱۳۸۴)
- هژیر داریوش، کارگردان ایرانی (درگذشت ۱۳۷۴)
- محمد حنیف نژاد  از بنیانگذاران سازمان مجاهدین خلق ایران

## درگذشت‌ها
- ۱ اردیبهشت - اقبال لاهوری شاعر پاکستانی